# Hoplitis orthognatha
Hoplitis orthognatha là một loài Hymenoptera trong họ Megachilidae. Loài này được Griswold mô tả khoa học năm 1983.